# Udovîcenkî, Zinkiv
Udovîcenkî (în ucraineană Удовиченки) este localitatea de reședință a comunei Udovîcenkî din raionul Zinkiv, regiunea Poltava, Ucraina.

## Demografie
Componența lingvistică a localității Udovîcenkî
     Ucraineană (98,13%)
     Rusă (1,31%)
     Alte limbi (0,56%)
Conform recensământului din 2001, majoritatea populației localității Udovîcenkî era vorbitoare de ucraineană (98,13%), existând în minoritate și vorbitori de rusă (1,31%).